# Oh Boy (Lied)
Oh Boy ist eine Ballade des deutschen Sängers Ryk. Mit dem Stück nahm er an Eurovision Song Contest – Das deutsche Finale 2024 teil und belegte dort den dritten Platz.

## Entstehung und Veröffentlichung
Erste Arbeiten an dem Werk entstanden noch ohne Planungen, sich damit beim deutschen Vorentscheid zu bewerben, in der ehemaligen Wohnung des Künstlers in der schwedischen Hauptstadt Stockholm. Die textliche Basis wurde dabei binnen weniger als einem Tag geschaffen. Geschrieben wurde es dabei ausschließlich von Ryk. Erste Demoaufnahmen erfolgten ebenfalls in seiner Wohnung, weitere Aufnahmen, gemeinsam mit Sebastian Meyer, in den Stockholmer KMH Studios. Im Laufe der Arbeiten an dem Werk entstand dem Künstler der Eindruck, dass der Song für den Eurovision Song Contest geeignet wäre, sodass dahingehend Änderungen an der Produktion und dem Arrangement vorgenommen wurden. Aufnahmen mit einem Streichquintett erfolgten im Tonstudio Tessmar in Hannover, die Finalisierung des Werks übernahmen Niklas Fischer und Ryk in der Tonmeisterei Oldenburg.
Am 1. Januar 2024 wurde die Veröffentlichung des Lieds erstmalig angekündigt. Ursprünglich war vorgesehen das Werk am 19. Januar 2024 zu veröffentlichen. Im Vorfeld gab es bei der Kommunikation allerdings ein Missverständnis, sodass der Song bereits eine Woche vorher, am 12. Januar 2024, erschien. Oh Boy war unter allen teilnehmenden Vorentscheidsbeiträgen am Tag ihrer Bekanntgabe, dem 19. Januar 2024, der am häufigsten gestreamte Beitrag auf Spotify.

## Inhaltliches
Musikalisch ist das Lied in zwei Strophen, denen jeweils ein Pre-Chorus und ein Refrain folgt, sowie, nach dem zweiten Refrain, eine Bridge und einen dritten Refrain zu unterteilen. Instrumental eingesetzt werden Streicher und ein durchgängig hörbares Klavier. Als Streichquintett sind Agnieszka Detko, Clara Berger, Gemma Lee, Marie Stiller und Ruth Kemna zu hören.
Textlich basiert das Werk auf eigenen Erfahrungen des Sängers. Es behandelt eine unerwiderte Liebe zum besten Freund sowie die Liebe zu einem selbst. Weiter befasst sich das Werk mit dem Wunsch nach Befreiung aus der besprochenen Situation. Der stimmlich im Lied abgebildete Schrei soll lt. des Sängers als Schrei nach Verzweiflung sowie als Befreiungsschrei verstanden werden.

## Beim deutschen Vorentscheid

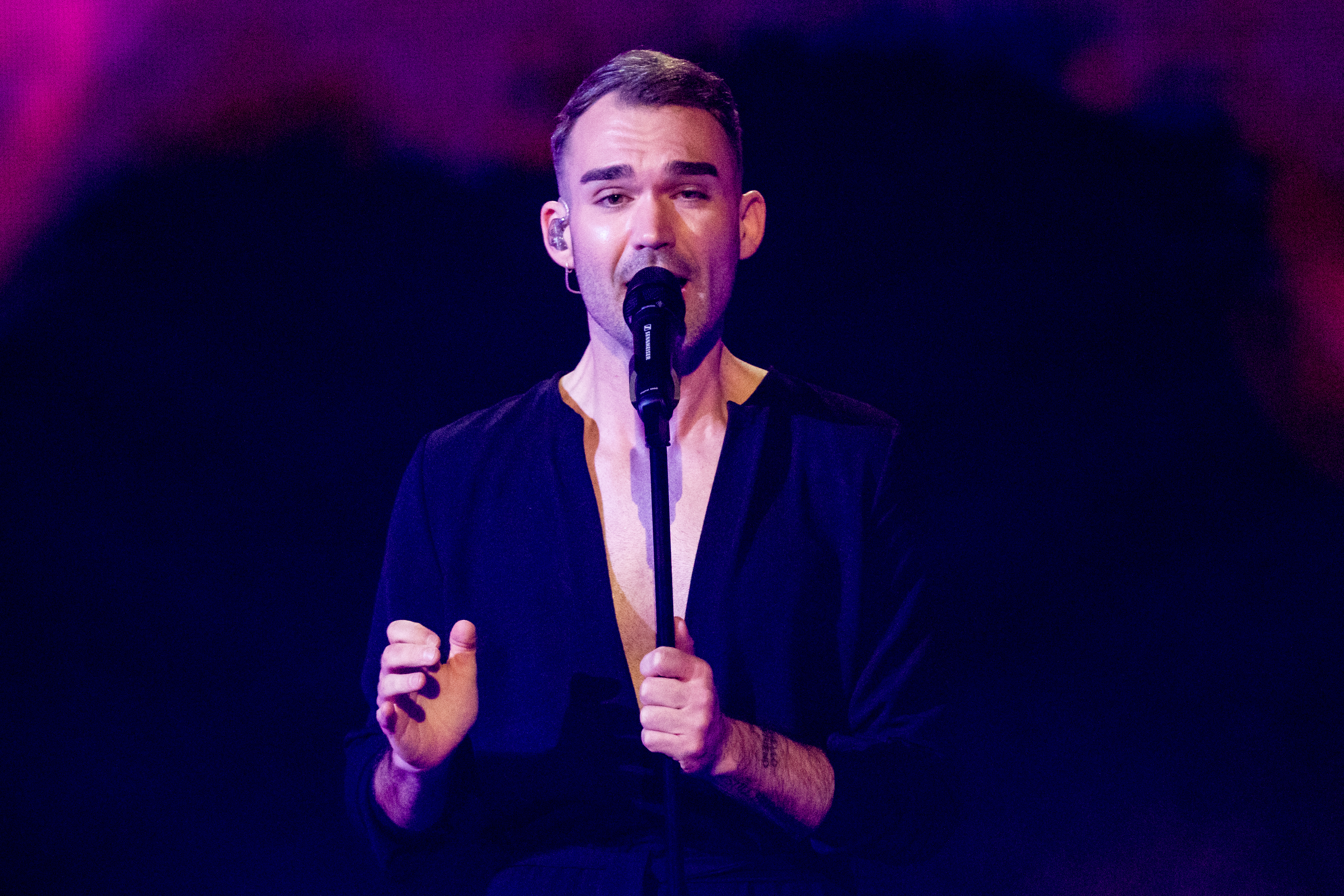
Ryk bei einer Probe zum deutschen Vorentscheid

Am 19. Januar 2024 stellte der NDR die Teilnehmer des deutschen Vorentscheids für den Eurovision Song Contest 2024 vor, zu denen Ryk mit Oh Boy gehört. In Interviews gab der Künstler bekannt sich mit zwei verschiedenen Songs direkt beworben zu haben. Auch soll das internationale Jurypanel, das die Songs und Künstler für den Vorentscheid auswählte, beide Songs bewertet haben, wobei eine positive Tendenz zugunsten Oh Boy ausfiel. Ryk entschied sich im Anschluss an die Bewertung mit Oh Boy teilnehmen zu wollen. Der Vorentscheid fand am 16. Februar 2024 in Berlin statt. Im Gegensatz zu seiner Teilnahme im Jahr 2018 verzichtete Ryk bei der Inszenierung auf ein Klavier. Fokus lag auf dem Künstler selbst. Die Idee der selbst fokussierten Darbietung stammte dabei vom Künstler, für die Umsetzung im deutschen Vorentscheid zeichnete Marvin Dietmann verantwortlich. Der Beitrag belegte in sowohl in der Publikumswertung, als auch der Endwertung den dritten, beim Juryvoting den fünften Platz.

## Musikvideos

### Live-Session-Video
Im Januar 2024 entstand in der Lokhalle Göttingen ein Live-Session-Video. Der Sänger ist dabei gänzlich in Schwarz gekleidet und barfuß zu sehen, umgeben von Nebel und mehreren in Gold scheinenden Stablichtern. Während das Konzept und die Idee von Ryk selbst stammen, war Tim Scharrnbeck für das Licht zuständig. Begleitet wird der Sänger von mehreren Streichern. Folgende Musiker sind im Video zu sehen:
- Jacky Bastek (Bass)
- Maria Weruchanova (Violine)
- Mischa Schmitz (Violoncello)
- Ruth Kemna (Bratsche)
- Stephanie Kemna (Violine)

Für den 6. Februar 2024 um 20:00 Uhr war die Veröffentlichung des Videos auf YouTube geplant, musste schließlich jedoch aufgrund von vertraglichen Verpflichtungen verschoben werden. Ausschnitte des Videos sind allerdings am selben Abend erstmals in der Sendung ESC vor acht gezeigt worden. Ferner ist das Video Teil eines Schnelldurchlaufs aller beim Vorentscheid teilnehmenden Künstler, der auf YouTube hochgeladen und in abgewandelter Form im Finale von Ich will zum ESC! zu sehen war.

### Musikvideo
Ein Musikvideo war im Falle eines Sieges beim deutschen Vorentscheid für die Zeit danach geplant.